# Toto Barosso
Toto Barosso, född 8 april 2017, är en tysk varmblodig travhäst. Han tränas av Johan Untersteiner och körs av Johan Untersteiner.
Toto Barosso började tävla i november 2019 och inledde med en vinst innan han kom på andraplats i karriärens andra start. Han har till december 2022 sprungit in 2 155 107 kronor på 43 starter, varav 10 segrar, 8 andraplats och 6 tredjeplats. Han har tagit karriärens hittills största segrar i Grosser Preis von Deutschland (2021), Prix de Bourigny (2022) och Breeders' Crown (2023). Han har även vunnit Preis von Hamburg (2022) och kommit på andraplats i tyska Breeders Crown (2022) samt kommit på tredjeplats i Deutsches Traber-Derby (2020).